# 13848 Cioffi
A 13848 Cioffi (ideiglenes jelöléssel 1999 XD75) a Naprendszer kisbolygóövében található aszteroida. A LINEAR projekt keretében fedezték fel 1999. december 7-én.